# Елань (Ростовская область)

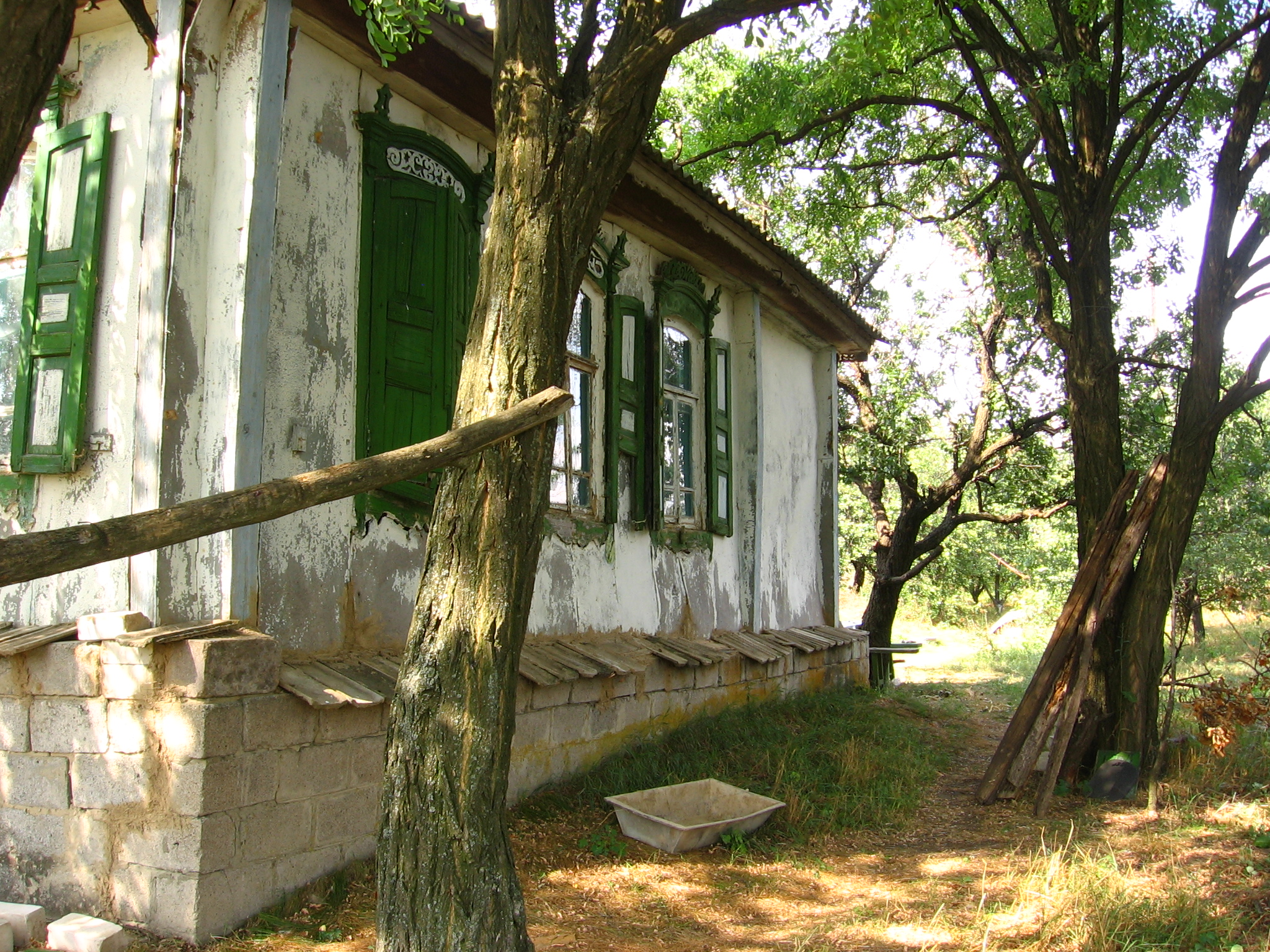
Старый казачий курень

Ела́нь — хутор в Тарасовском районе Ростовской области.
Входит в состав Войковского сельского поселения.

## География
Хутор делится на Верхнюю, Среднюю и Нижнюю Елань. Расположен на расстоянии 10 км от границы с Украиной. Ближайшая железнодорожная станция — Разъезд 122 км СКЖД.

## Население
| 2010 |
| ---- |
| 230  |

## Улицы
- ул. Круглая,
- ул. Свободная,
- ул. Школьная.